# امین محمودف
امین محمودف (روسی: Эмин Махмудов، ترکی آذربایجانی: Emin Mahmudov، زاده ۲۷ آوریل ۱۹۹۲ در ساعتلی, جمهوری آذربایجان) بازیکن فوتبال اهل آذربایجان که در پُست هافبک در لیگ برتر فوتبال آذربایجان بازی می‌کند. محمودف برای تمامی گروه‌های سنی پایه تیم ملی فوتبال روسیه به میدان رفته است و اکنون بازیکن تیم ملی آذربایجان است.